# Jacobi (Familienname)
Jacobi ist ein deutscher Familienname.

## Namensträger

### Vorname unbekannt
- Jacobi (Schauspieler) (1787–1835), deutscher Theaterschauspieler

### A
- Aart Jacobi (* 1955), niederländischer Diplomat
- Abraham Jacobi (1830–1919), deutsch-US-amerikanischer Kinderarzt
- Adam Christoph Jacobi (1638–1689), deutscher Jurist
- Addi Jacobi (1936–2013), deutscher Journalist und Publizist
- Adolf Jacobi (1856–1903), Maler
- Albano von Jacobi (1854–1919), deutscher Offizier und Diplomat
- Andreas Ludolf Jacobi (1746–1825), deutscher Jurist
- Alfred Jacobi (1884–1972), deutscher Generalleutnant
- Anna Ottilie Jacobi (1894–1981), deutsche Malerin, siehe Annot
- Ariane Jacobi (* 1966), deutsche Jazzsängerin und Moderatorin
- Arnold Jacobi (1870–1948), deutscher Zoologe und Ethnograf
- Arnold Jacobi (Pfarrer) (1828–1900), Pfarrer in Aichach
- August Jacobi (Maler) (?–1871), deutscher Maler
- August Jacobi (Politiker, 1818) (1818–??), deutscher Landwirt, Mitglied des Kurhessischen Kommunallandtags
- August Jacobi (Komponist) (1826–1889), deutscher Komponist
- August Jacobi (Politiker, 1879) (1879–1967), deutscher Rechtsanwalt und Parlamentarier
- August Julius Jacobi (1818–?), deutscher Landwirt und Mitglied des kurhessischen Kommunallandtags Kassel

### B
- Bartholomäus Jacobi (1559–1631), Prätor und mehrmaliger Bürgermeister der Stadt Görlitz
- Bernhard Jacobi (1801–1843), deutscher evangelischer Geistlicher
- Bernhard von Jacobi (1823–1881), deutscher Generalstabsoffizier, zuletzt Oberstleutnant
- Betty Jacobi (1743–1784), Ehefrau von Friedrich Heinrich Jacobi

### C
- Carl Jacobi (1790–1875), deutscher General, siehe Karl von Jacobi (General)
- Carl Jacobi (Architekt), deutscher Architekt
- Carl Jacobi (Amtmann) (1799–1875), hannoverscher Verwaltungsjurist
- Carl Jacobi (Schriftsteller) (1908–1997), amerikanischer Journalist und Autor
- Carl Gustav Jacob Jacobi (1804–1851), deutscher Mathematiker
- Carl Heinrich Jacobi (1824–nach 1890), deutscher Fotograf
- Carl Wigand Maximilian Jacobi (1775–1858), deutscher Mediziner, Geheimer und Obermedizinalrat, siehe Maximilian Jacobi
- Carl Wilhelm Jacobi (1803–1858), Mitglied der Frankfurter Nationalversammlung
- Catharine Jacobi (1837–1912), deutsche Theaterschauspielerin
- Christian August Jacobi (1688–nach 1725), deutscher Komponist
- Christine Jacobi (* 1979), deutsche evangelische Theologin
- Christoph Jacobi (* 1970), deutscher Schauspieler
- Christoph Andreas Jacobi (* 1964), deutscher Mediziner und Autor
- Christoph Gottfried Jacobi (1724–1789), deutscher evangelischer Theologe, geistlicher Liederdichter und Schriftsteller
- Claus Jacobi (Journalist) (1927–2013), deutscher Journalist
- Claus Jacobi (Mediziner) (1948–2024), deutscher Mediziner, Psychotherapeut und Jazzmusiker
- Claus Jacobi (Politiker) (* 1971), deutscher Kommunalpolitiker (SPD), Bürgermeister von Gevelsberg
- Constanze Jacobi (verh. Dawison; 1824–1896), Pianistin und Sängerin

### D
- Daniel Jacobi (* 1967), deutscher Liedermacher
- Derek Jacobi (* 1938), britischer Schauspieler
- Dieter Jacobi (* 1937), deutscher Chirurg und Buchautor
- Doreen Jacobi (* 1974), deutsche Schauspielerin

### E
- Eduard Jacobi (Mediziner) (1862–1915), deutscher Dermatologe
- Eduard Adolf Jacobi (1796–1865), deutscher Geistlicher, Ministerialrat und Lehrer
- Elisabeth Jacobi (1882–1977), deutsche Bibliothekarin
- Emil Jacobi (1868–1916), deutscher Lehrer und Schriftsteller
- Ernst Jacobi (Jurist) (1867–1946), deutscher Jurist
- Ernst Jacobi (1933–2022), deutscher Schauspieler und Sprecher
- Ernst Frederik Jacobi (1908–1994), niederländischer Biologe
- Erwin Jacobi (Jurist) (1884–1965), deutscher Staatsrechtler
- Erwin Jacobi (Politiker) (1902–1967), deutscher Politiker (DP)
- Erwin Reuben Jacobi (1909–1978), französisch-schweizerischer  Musiker und Musikwissenschaftler
- Eugen Jacobi (1877–1933), deutscher Unternehmer und Handelsrichter, Gründer des Elsaß-Lothringen-Instituts an der Universität Frankfurt
- Eugenie Jacobi (1852–?), deutsche Schriftstellerin

### F
- Fabian Jacobi (* 1973), deutscher Rechtsanwalt und Politiker, MdB (AfD)
- Flory Jacobi (1902–1981), deutsche Schauspielerin und Radiosprecherin
- Frank Jacobi (* 1967), deutscher Psychologe
- Franz Jacobi (Pädagoge) (1844–nach 1906), deutscher Gymnasiallehrer, Schuldirektor und Autor
- Franz Jacobi (Kunsthistoriker) (1857–??), deutscher Kunsthistoriker
- Franz Jacobi (Schauspieler) (1866–1942), deutscher Theaterschauspieler
- Franz Jacobi (Fußballfunktionär) (1888–1979), deutscher Fußballfunktionär
- Freddi Stevens-Jacobi, US-amerikanische Fotografin, Filmproduzentin und Dokumentarfilmerin
- Frederick Jacobi (1891–1952), US-amerikanischer Komponist
- Friedrich Jacobi (Geistlicher) (1642–1744), deutscher evangelischer Theologe und Pfarrer
- Friedrich Jacobi (Oberamtmann) (1866–1945), badischer Oberamtmann
- Friedrich Heinrich Jacobi (auch Fritz Jacobi; 1743–1819), deutscher Philosoph, Jurist und Schriftsteller
- Friedrich Paul Jacobi (1727–1758), deutscher Artillerist und Mathematiklehrer
- Fritz Jacobi (Sportfunktionär) (1902–1974), deutscher Manager und Sportfunktionär
- Fritz Jacobi (Kunsthistoriker) (* 1944), deutscher Kunsthistoriker, Kurator und Künstler

### G
- Georg Jacobi (Verleger), deutscher Verleger
- Georg Albano von Jacobi (1805–1874), preußischer General und Militärschriftsteller
- Georg Arnold Jacobi (1768–1845), deutscher Jurist, Verwaltungsbeamter, Autor und Gutsbesitzer
- Georg Friedrich Jacobi (1739–1822), deutscher Politiker, Bürgermeister von Bochum
- Georges Jacobi (1840–1906), deutscher Komponist und Dirigent
- Gerhard Jacobi (Theologe) (1891–1971), deutscher Theologe
- Gerhard Jacobi (General) (1913–1980), deutscher General
- Gert Jacobi (1933–2011), deutscher Neuropädiater
- Gottfried von Jacobi (1869–1947), deutscher Verwaltungsjurist und Beamter
- Gottlob Jacobi (1770–1823), deutscher Unternehmer
- Günter Jacobi (Heimatforscher) (1930–2019), deutscher Heimatforscher
- Günter Jacobi (Grafiker) (1935–2013), deutscher Grafiker, Buchgestalter und Hochschullehrer
- Günther Jacobi (Günther H. Jacobi; * 1948), deutscher Urologe und Hochschullehrer

### H
- Hans Jacobi (Ingenieur, 1913) (1913–2005), deutscher Ingenieur und Baubeamter
- Hans Jacobi (Ingenieur, 1942) (* 1942), deutscher Ingenieur, Verbandsfunktionär und Unternehmensberater
- Hans Bernhard Jacobi (1886–1940), deutscher Forstmann
- Hans Jörg Jacobi (* 1939), deutscher Maler, Architekt, Musiker und Historiker
- Hans-Jürgen Jacobi (* 1950), deutscher Leichtathlet
- Hartmann Jacobi (1617–1680), deutscher Verwaltungsjurist und Kanzler
- Heinrich Jacobi (Heimatforscher) (1845–1916), deutscher Pädagoge und Heimatforscher
- Heinrich Jacobi (Archäologe) (1866–1946), deutscher Architekt und Archäologe
- Heinrich Daniel Jacobi (1725–1796), deutscher Hüttenwerksdirektor
- Hermann Jacobi (Schauspieler) (1837–1908), deutscher Schauspieler
- Hermann Jacobi (Indologe) (1850–1937), deutscher Indologe
- Hermann Jacobi (Fabrikant) (1887–1956), Schweizer Pianofabrikant und Politiker
- Hosea Jacobi (1841–1924), Oberrabbiner von Zagreb und religiöser Führer der jüdischen Gemeinde in Kroatien
- Hugo Jacobi (Industrieller) (1834–1917), deutscher Ingenieur und Montanindustrieller
- Hugo Jacobi (Politiker) (1877–1933), Pädagoge, Beamter, sozialistischer Bildungsreformer und Politiker (SPD/USPD Thüringen)
- Hugo Jacobi (Dichter) (1882–1954), deutscher Dichter

### I
- Isabelle Jacobi (* 1969), Schweizer Journalistin und Theaterautorin

### J
- Joachim Jacobi (* 1950), deutscher politischer Beamter und Politiker (CDU)
- Joe Jacobi (* 1969), US-amerikanischer Kanute
- Johann Jacobi (Erzgießer) (1661–1726), deutscher Erzgießer
- Johann Jacobi von Wallhausen (um 1580–1627), deutscher Militärschriftsteller
- Johann Adolph Jacobi (1769–1847), evangelischer Theologe
- Johann Andreas Jacobi (1680–1756), deutscher lutherischer Geistlicher
- Johann Christian Jacobi (Küster) (1670–1750), deutsch-englischer Küster, Buchhändler, Übersetzer und Kantor
- Johann Christian Jacobi (Mediziner) (1717–1762), deutscher Mediziner
- Johann Conrad Jacobi (Politiker) (1709–1786), deutscher Kaufmann und Bürgermeister von Bochum
- Johann Conrad Jacobi (Bankier) (1717–1774), deutscher Kaufmann und Bankier
- Johann Friedrich Jacobi (Geistlicher) (1712–1791), deutscher Geistlicher
- Johann Friedrich Jacobi (Politiker) (1765–1831), deutscher Tuchfabrikant und Politiker
- Johann Georg Jacobi (1740–1814), deutscher Dichter
- Johann Georg Ferdinand Jacobi (1766–1848), deutscher Politiker, Bürgermeister von Dresden
- Johann Georg Friedrich Jacobi (1751–1824), deutscher Kaufmann, Verleger und Offizier
- Johann Heinrich Jacobi (1803–1859), deutscher Maler und Lithograf
- Johann Konrad Jacobi (1715–1788), deutscher Kaufmann und Fabrikant
- Jolande Jacobi (1890–1973), österreichische Psychologin
- Josef Jacobi (* 1945), deutscher Landwirt
- Juliane Jacobi (* 1946), deutsche Professorin
- Júlio César Jacobi (* 1986), brasilianischer Fußballspieler, siehe Júlio César (Fußballspieler, 1986)
- Julius Jacobi (1867–1927), siebenbürgischer Pfarrer, Theologe und Lehrer
- Justus Jacobi (1850–1937), deutscher evangelischer Theologe, Generalsuperintendent in Magdeburg
- Justus Ludwig Jacobi (1815–1888), deutscher evangelischer Theologe

### K
- Karl von Jacobi (General) (1790–1875), deutscher Offizier und Königlich Hannoverscher Kriegsminister
- Karl von Jacobi (Staatssekretär) (1828–1903), deutscher Staatssekretär
- Karl Jacobi (Generalmajor) (1839–1903), preußischer Generalmajor
- Karl Adolf von Jacobi (1856–1945), preußischer Generalleutnant
- Karl Eduard von Jacobi (1862–1948), deutscher Generalleutnant
- Karl Friedrich Andreas Jacobi (1795–1855), deutscher Mathematiker
- Karl Johann von Jacobi (1830–1915), preußischer General der Artillerie
- Karl W. Jacobi (1933–2017), deutscher Augenarzt
- Karl Wigand Maximilian Jacobi (1775–1885), deutscher Mediziner; siehe Maximilian Jacobi
- Klaus Jacobi (* 1936), deutscher Philosoph, Philosophiehistoriker und Hochschullehrer
- Kurt Jacobi (1913–1980), deutscher Brigadegeneral

### L
- Leonard Jacobi (1832–1900), deutscher Rechtswissenschaftler und Hochschullehrer
- Lotte Jacobi (1896–1990), deutsche Fotografin
- Lou Jacobi (1913–2009), kanadischer Schauspieler
- Louis Jacobi (1836–1910), deutscher Architekt und Archäologe
- Lucie Jacobi (1886–1968), deutsche Lehrerin
- Lucy von Jacobi (1887–1956), österreichisch-deutsche Schauspielerin, Journalistin, Dramaturgin, Übersetzerin und Buchautorin
- Ludwig Jacobi (1816–1882), deutscher Beamter und Politiker

### M
- Marcus Jacobi (1891–1969), Schweizer Maler und Grafiker
- Margarethe Jacobi (1840–1910), deutsche Übersetzerin, Erzieherin und Herausgeberin von Gedichtbänden
- Maria Jacobi (Politikerin, 1906) (1906–1994), deutsche Politikerin (CDU)
- Maria Jacobi (Politikerin, 1910) (1910–1976), österreichische Politikerin (SPÖ)
- Martin Jacobi (1865–1919), deutscher Komponist und Musikwissenschaftler
- Mary Corinna Putnam Jacobi (1842–1906), amerikanische Ärztin, Lehrerin, Schriftstellerin und Suffragistin
- Maximilian Jacobi (1775–1858), deutscher Psychiater
- Michael Jacobi (* 1960), deutscher Politiker (Bündnis 90/Die Grünen)
- Michael Angelus Jacobi (1812–1891), italienischer römisch-katholischer Geistlicher und Kapuziner
- Moritz Hermann von Jacobi (1801–1874), deutscher Physiker und Techniker

### N
- Nicolas Jacobi (* 1987), deutscher Hockeyspieler

### O
- Otto Jacobi (Schriftsteller) (1803–1855), deutscher Jurist und Schriftsteller
- Otto Reinhold Jacobi (1812–1901), deutscher Maler

### P
- Paul Jacobi (Marineoffizier) (1878–1915), deutscher Korvettenkapitän der Kaiserlichen Marine
- Paul Jacobi (Jurist) (Paul J. Jacobi; 1911–1997), israelischer Jurist deutscher Herkunft, Vize-Bürgermeister von Jerusalem
- Peter Jacobi (Künstler) (* 1935), rumänisch-deutscher Bildhauer und Fotograf
- Peter Jacobi (Politiker) (* 1945), deutscher Politiker (FDP)
- Peter Jacobi (Skispringer), dänischer Skispringer
- Peter Jacobi (Autor) (* 1951), deutscher Schriftsteller
- Philipp Jacobi (1806–1888), deutscher Apotheker und Mitglied der kurhessischen Ständeversammlung

### R
- Ricarda Jacobi (1923–2020), deutsche Malerin
- Richard Jacobi (1901–1972), Forstingenieur, Ornithologe und Schriftsteller
- Ritzi Jacobi (1941–2022), rumänisch-deutsche Textilkünstlerin und Installationskünstlerin
- Robert Jacobi (* 1977), deutscher Sachbuchautor
- Roger M. Jacobi (1947–2009), britischer Archäologe
- Roland Jacobi (1893–1951), ungarischer Tischtennisspieler
- Rolf Jacobi (1930–2011), deutscher Kaufmann, Unternehmer und Sammler
- Rudibert Jacobi (1927–1989), deutscher Fußballschiedsrichter
- Rudolf Jacobi (1889–1972), deutscher Maler
- Ruth Jacobi (1899–1995), deutsche Fotografin

### S
- Samuel Jacobi (1652–1721), deutscher Kantor und Komponist
- Sebastian Jacobi (* 1991), deutscher Handballspieler
- Stephan Ludwig Jacobi (1711–1784), deutscher Erfinder der „Künstlichen Fischzucht“
- Susanne Lee Jacobi (* 1989), US-amerikanische Volleyballspielerin

### T
- Theodor Jacobi (1816–1848), deutscher Philologe und Hochschullehrer
- Thorsten Jacobi (* 1965), deutscher evangelischer Theologe

### U
- Uwe Jacobi (1939–2020), deutscher Journalist und Autor

### V
- Viktor Jacobi (1883–1921), ungarischer Komponist

### W
- Walter Jacobi (1918–2009), deutsch-amerikanischer Ingenieur und Raumfahrtpionier
- Werner Jacobi (Fabrikant) (1892–1977), Schweizer Pianofabrikant
- Werner Jacobi (Erfinder) (1904–1985), deutscher Physiker und Erfinder
- Werner Jacobi (Politiker, 1907) (1907–1970), deutscher Politiker (SPD), MdB
- Werner Jacobi (Politiker, 1922) (1922–2012), deutscher Politiker (CDU), MdBB
- Wilhelm Jacobi (Bildhauer) (1863–1924), deutscher Bildhauer
- Wilhelm Jacobi (Politiker) (1881–1962), deutscher Politiker (SPD), Oberbürgermeister von Wanne-Eickel
- Wolfgang Jacobi (Komponist) (1894–1972), deutscher Komponist und Musikpädagoge
- Wolfgang Jacobi (Physiker) (1928–2015), deutscher Physiker und Biophysiker
- Wolfram Jacobi (1928–2015), deutscher Dirigent und Komponist